# 電視天線
電視天線，是一個專為接收地面電視空中信號而設計的天線，該信號是在VHF頻段的41至250百萬赫（MHz）頻率，和在UHF頻段的470至960百萬赫頻率發送，視乎不同的國家。電視天線生產為兩個不同的類型：“室內”天線可以位於電視機頂部或旁邊，“室外”天線則安裝在主人房子頂的桅杆上。天線所使用的最常見的類型是偶極天線（“兔耳朵”）和環形天線，和八木、對數週期等室外天線。

## 說明
為了覆蓋到信號的範圍，天線一般由不同長度的多個導體以對應要接收波長的範圍。電視天線的元件長度通常是它們的目標接收信號波長的一半。信號的波長等於光速除以頻率。老式模擬廣播傳輸的電視天線設計是與替換它們的數碼廣播（DTV）傳輸的相同。賣家經常聲稱提供一個特殊的“數碼”或“高清電視”（HDTV）天線的銷售建議，以替換現有的模擬電視天線；然而，這是誤傳產生銷售不需要的天線設備，在最壞的情況觀眾可能會購得只限UHF頻段的天線（特別是北美市場），但是一些數碼電視頻道留在原來的VHF頻段，變相觀眾無法接收所有數碼頻道。

## 簡單/室內

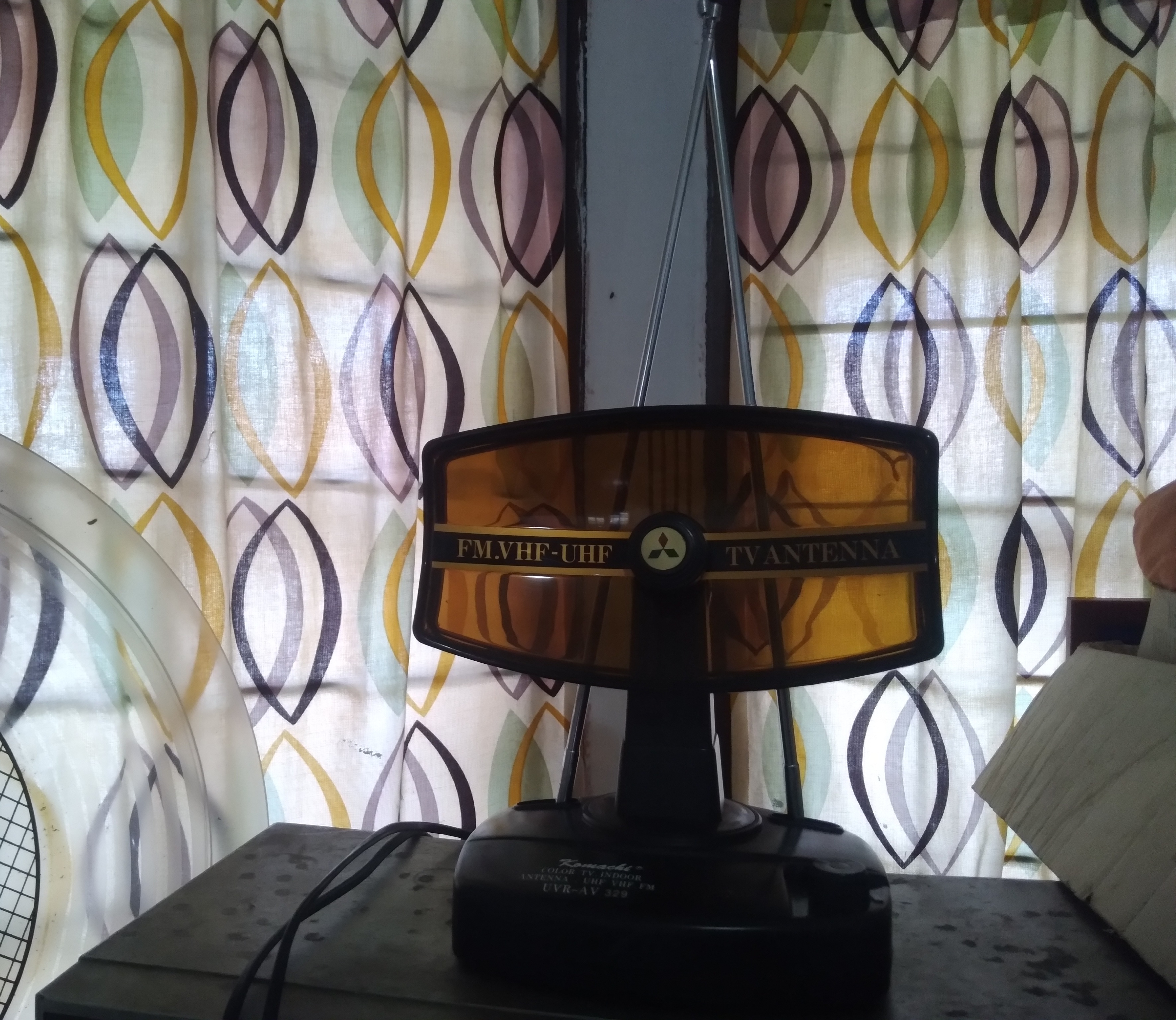
曾經在上世紀708090年代風靡一時的室內彩色衛星天線，當時其價格低廉。人人皆可購得，此衛星天線可透過左右兩旁的延伸杆來延伸出信號的清晰度。轉動鈕可用來調整信號方向。缺點便是一到下雨天或陰天信號就會弱，普遍會出現許多噪點因而影響清晰度。

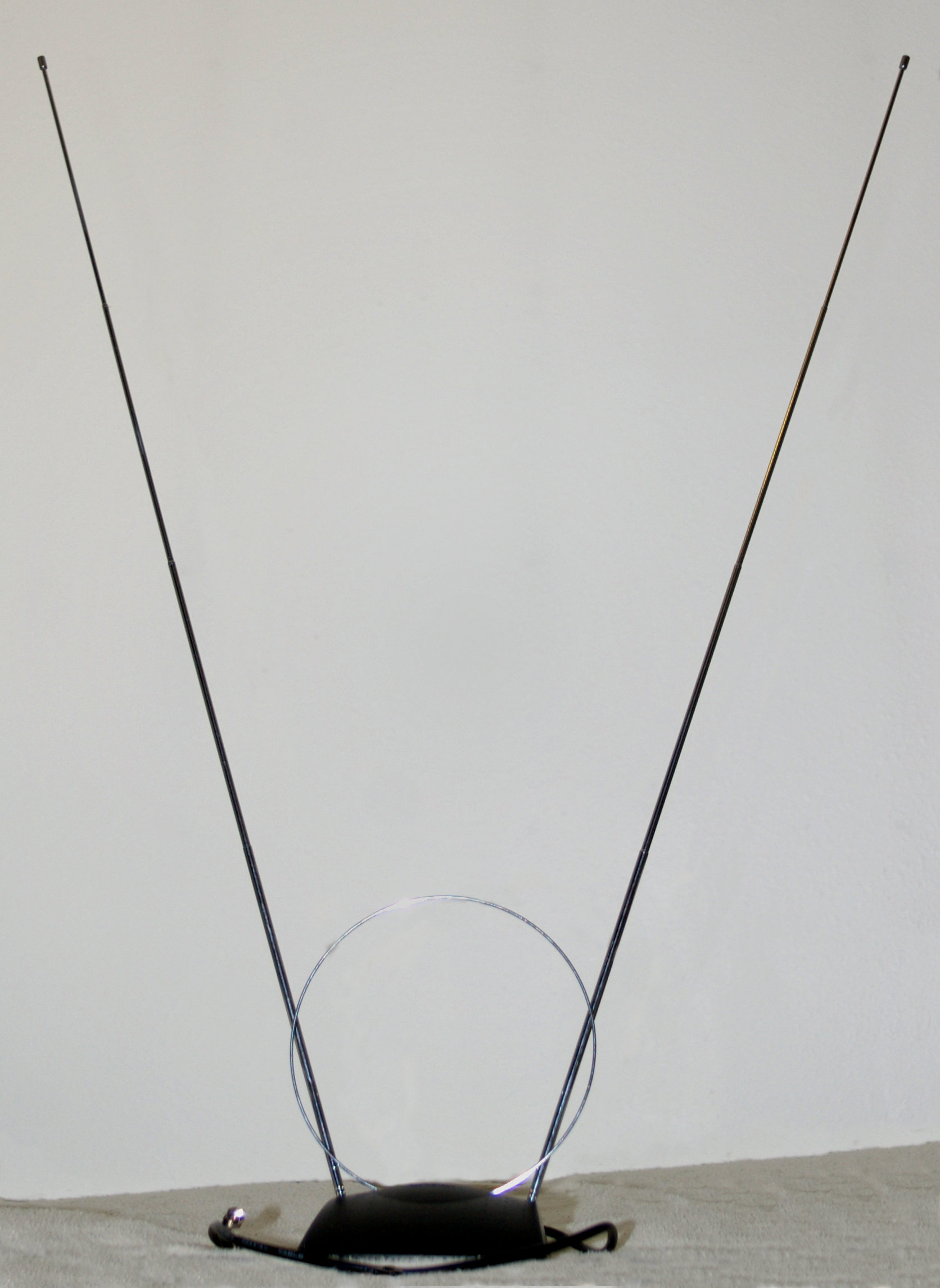
非常常見的“兔耳朵”機頂盒天線

## 室外

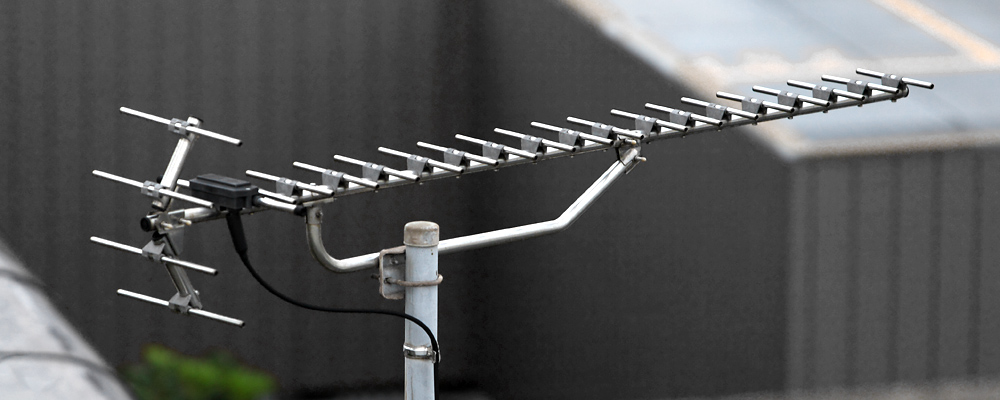
UHF電視天線

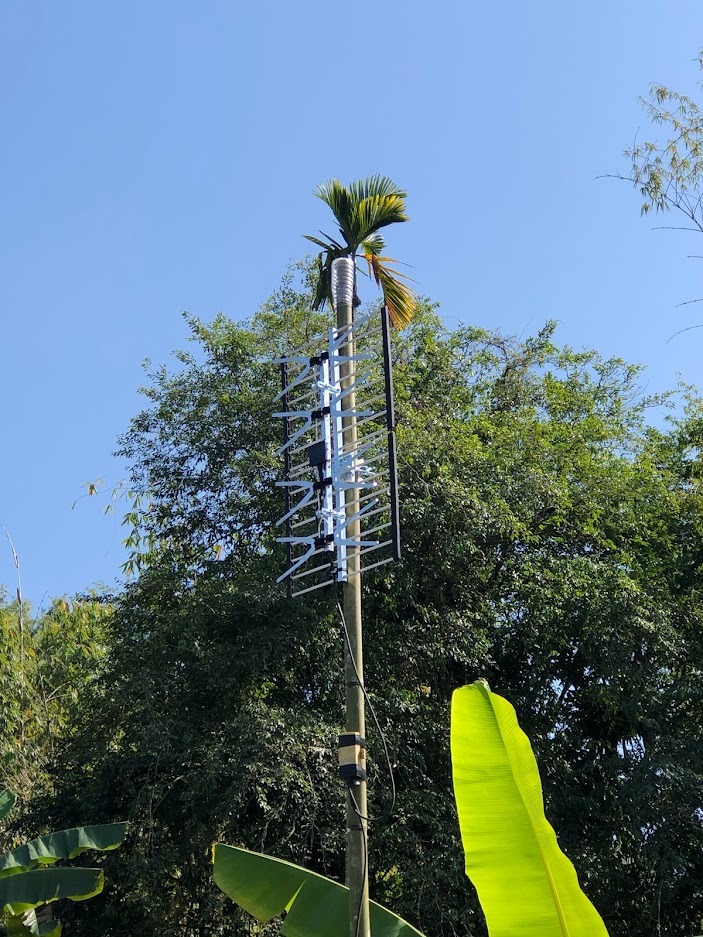
網狀型UHF室外天線

## 安裝

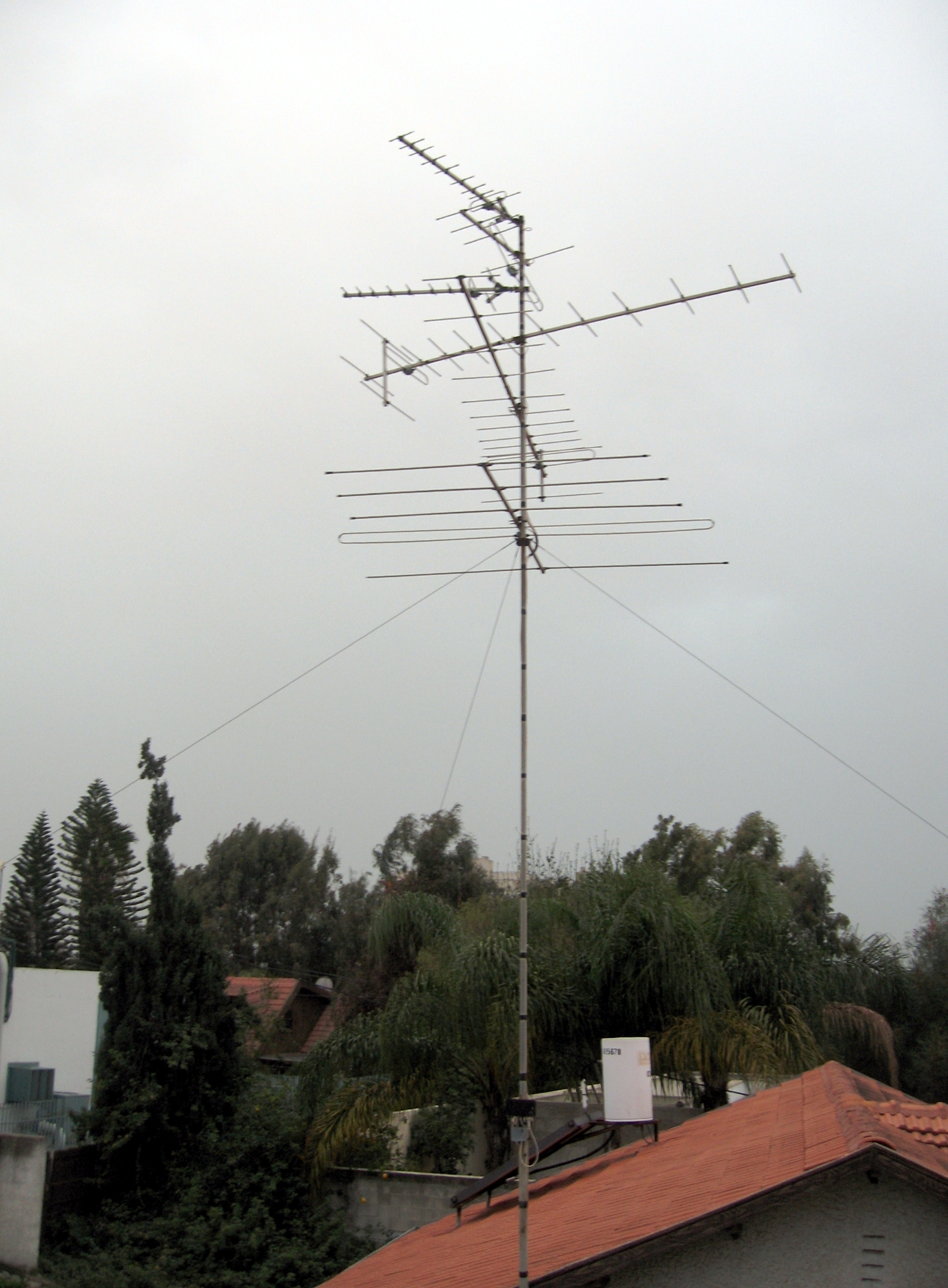
多重八木電視天線

CABD（communal antenna broadcast distribution 公共天線系統）： 公共天線系統把經大氣電波傳送的免費電視及聲音廣播訊號傳送至系統所在的大廈內的各用戶。